# Petrus Holm
Petrus Andreae Holm, född den 1 juli 1634 i Törna, Ullånger i Ångermanland, död den 30 juni 1688 i Uppsala, var en svensk orientalist och teolog.

## Biografi
Petrus Holm var son till kaptenen Anders Holm från Sidensjö och Elsa Larsdotter. Holm läste först vid Härnösands skola och gymnasium, blev student vid universitetet i Greifswald 1651, fortsatte studierna vid Uppsala universitet, och blev där filosofie kandidat 1663. Därefter började han en peregrination i Europa. Under en vistelse i Jena utgav han Theologiæ muhammedanæ brevis consideratio (en kort betraktelse över den muhammedanska teologin, 1664), ett i den akademiska världen mycket uppmärksammat arbete om islam. 
Efter återkomsten blev han först docens och strax därpå teologie adjunkt i Uppsala. År 1667 utsågs han till Lunds universitets förste professor i österländska språk. Han deltog därmed i invigningen av Lunds universitet. Där blev han 1671 också extra ordinarie professor i teologi och 1674 ordinarie professor och rektor. Vid sidan av professuren var han kyrkoherde i Hobys och Håstads församlingar. 24 avhandlingar lades fram för Holm i Lund. Vid danskarnas anfall mot Skåne 1675 lämnade han sina uppdrag i Lund. År 1676 utnämndes han till honorarieprofessor i teologi i Uppsala, med Hageby pastorat som lön, och efter Martin Brunnerus död 1679 till ordinarie professor där, med Danmarks pastorat till prebende och utsedd till prost. 1682 var han rektor för Uppsala universitet.
Han gifte sig första gången 1666 med Barbara Hedræa, brorsdotter till professor Bengt Hedræus, och andra gången 1679 med Anna Göransdotter Folcker, änka efter Johannes Johannis Anthelius. I första äktenskapet föddes två söner.